# Liste von Militärs/K

## Ka
- Kahlden, Wolf von (1901–1979), deutscher Brigadegeneral
- Kahle, Hans (1899–1947), deutscher Interbrigadist, Kommandeur der XI. Internationalen Brigade
- Kalb, Johann von (1721–1780), deutsch-amerikanischer General der Amerikanischen Revolution
- Kalckreuth, Carl Otto von (1835–1900), preußischer Rittmeister und Landtagsabgeordneter
- Kalckreuth, Ernst Georg von (1690–1763), preußischer Oberst und Kommandeur eines Garnisonsbataillons
- Kalckreuth, Friedrich Adolf von (1737–1818), preußischer Generalfeldmarschall
- Kalckreuth, Hans Christoph Ernst von (1741–1825), preußischer Generalmajor
- Kalckreuth, Hans-Jürg von (1915–1988), Generalmajor des Heeres der Bundeswehr
- Kalckreuth, Johann Nikolaus von (1720–1807), preußischer Generalleutnant
- Kalckreuth, Ludwig Gottlob von (1714–1783), preußischer Generalmajor und Regimentsinhaber
- Kalckreuth, Samuel Adolph von (1693–1778), preußischer Generalmajor und Regimentsinhaber
- Kalckreuth, Wilhelm Heinrich Adolf von (1735–1811), preußischer Generalleutnant und Regimentsinhaber
- Kalckstein, Christoph Wilhelm von (1682–1759), preußischer Generalfeldmarschall, Militärpädagoge und Prinzenerzieher
- Kall, Georg Friedrich von (1781–1813),  preußischer Major und Kommandeur des 2. Leib-Husaren-Regiments
- Kallergis, Dimitrios (um 1803–1867), griechischer General und Staatsmann
- Kaltenborn-Stachau, Hans von (1836–1898), preußischer General der Infanterie, Kriegsminister
- Kamanin, Nikolai Petrowitsch (1909–1982), sowjetischer Pilot und Luftwaffenoffizier; Generaloberst der Flieger
- Kameke, Arnold Karl Georg von (1817–1893), preußischer General der Infanterie
- Kamenski, Michail Fedotowitsch (1738–1809), russischer Feldmarschall zur Zeit der Zarin Katharina
- Kamenski, Nikolai Michailowitsch (1778–1811), russischer General; errang 1810 als Oberkommandierender der Moldauarmee einen Sieg über die Türken
- Kamenski, Sergei Michailowitsch (1771–1834), russischer General in den Napoleonischen Kriegen
- Kammerhoff, Holger (* 1945), deutscher Generalleutnant, Kommandeur der KFOR 2003–2004 und des Einsatzführungskommandos der Bundeswehr 2004–2006
- Kams, Hans-Dietrich (* 1938), deutscher Brigadegeneral des Heeres der Bundeswehr
- Kaplinski, Mosche (* 1957), israelischer Generalmajor; Befehlshaber im Libanonkrieg 2006
- Kammerer, Reinhard (* 1951), Generalmajor der Bundeswehr
- Kanaris, Konstantinos (1790–1877), griechischer Seeheld
- Kara Mustafa (um 1626/36–1683), Großwesir im Osmanischen Reich, Oberbefehlshaber bei der Zweiten Belagerung von Wien
- Karcher, Guido (1844–1905), deutscher Admiral
- Karski, Jan (1914–2000), legendärer polnischer Offizier und Kurier der Heimatarmee
- Karpenko, Moissei Iwanowitsch, (1775–1854), russischer Generalleutnant
- Kasdorf, Bruno (* 1952), Generalleutnant der Bundeswehr, Inspekteur des Heeres
- Katte, Hans Heinrich Graf von (1681–1741), preußischer Generalfeldmarschall; Vater des Leutnants Hans Hermann von Katte
- Katte, Hans Hermann von (1704–1730), Leutnant, Freund und Vertrauter Friedrichs des Großen, hingerichtet
- Kauffmann, Kurt Egon (1912–1991), deutscher Brigadegeneral des Heeres
- Kaufmann, Konstantin Petrowitsch von (1818–1882), russischer General, Gouverneur von Turkestan
- Kaulbars, Alexander Wassiljewitsch Baron von (1844–1925), russischer General und Reisender
- Kaulbars, Nikolai Wassiljewitsch Baron von (1842–1905), russischer General

## Ke
- Keane, 1. Baron John (1781–1844), britischer Generalleutnant; führte den ersten Angriff der Briten im Ersten Anglo-Afghanischen Krieg
- Keating, Timothy J. (* 1945), US-amerikanischer Admiral; Kommandeur von NORAD und US Northern Command.
- Keats, Sir Richard Goodwin (1757–1834), britischer Admiral zur Zeit Nelsons.
- Keckeis, Christophe (1945–2020), Chef der Schweizer Armee.
- Keerl, Heinz-Georg (1946–2011), Generalmajor der Bundeswehr.
- J. Warren Keifer (1836–1932), US-amerikanischer Generalmajor
- Keitel, Bodewin (1888–1953), General der Infanterie; Bruder von Wilhelm Keitel.
- Keitel, Wilhelm (1882–1946), Generalfeldmarschall; Chef des Oberkommandos der Wehrmacht; Bruder von Bodewin Keitel.
- Keith, George Elphinstone (1746–1823), britischer Seeoffizier.
- Keith, James (1696–1758), russischer General, preußischer Generalfeldmarschall.
- Keith, Peter Karl Christoph von (1711–1756), Leibpage des Kronprinzen Friedrich, später Offizier.
- Kellermann, François-Christophe, duc de Valmy, (1735–1820), französischer General, Marschall von Frankreich.
- Kellermann, François-Etienne, duc de Valmy, (1770–1835), französischer Kavalleriegeneral, entscheidend am Sieg von Marengo beteiligt.
- Kemény, Johann (1607–1662), ungarischer Militärführer.
- Kemnade, Friedrich (1911–2008), deutscher Marineoffizier
- Kemper, James Lawson, (1823–1895), General der Konföderierten.
- Keppel, Sir Henry GCB OM (1809–1904), britischer Flottenadmiral.
- Keppler, Ulrich, (* 1944), deutscher Brigadegeneral
- Kerckhoff, Auguste (1835–1903), niederländischer Militär-Kryptologe.
- Kershaw, Joseph Brevard (1822–1894), Offizier der United States Army, Rechtsanwalt, Politiker und Generalmajor im konföderierten Heer
- Kesselring, Albert (1885–1960), Generalfeldmarschall, Luftflottenkommandeur und Oberbefehlshaber Süd im Zweiten Weltkrieg.
- Keßler, Heinz (1920–2017), Armeegeneral, Minister für Nationale Verteidigung der DDR.

## Kh
- Khin Nyunt (* 1939), Militär und Politiker in Myanmar, Premierminister. 2005 nach Verhaftung in einem Prozess angeklagt (Machtkampf innerhalb der Junta).

## Ki
- Kidd, Isaac Campbell (1884–1941), US-amerikanischer Admiral; gefallen beim japanischen Überfall auf Pearl Harbour
- Kielmansegg, Johann Adolf Graf von (1906–2006), deutscher General; NATO-Oberbefehlshaber der Alliierten Streitkräfte Europa Mitte; einer der Gründerväter der deutschen Bundeswehr
- Walter Kienitz (1910–1990), deutscher Brigadegeneral der Luftwaffe, Unterabteilungsleiter im Bundesnachrichtendienst
- Kiesenwetter, Hermann von, (1865–1926), sächsischer Generalmajor
- Kiesheyer, Bernd (* 1946), deutscher Brigadegeneral
- Kießling, Günter (1925–2009), deutscher Vier-Sterne-General; Befehlshaber der NATO-Landstreitkräfte und stellvertretender SACEUR; bekannt durch die Kießling-Affäre
- Kimmel, Husband E. (1882–1968), US-amerikanischer Admiral im Zweiten Weltkrieg, Oberbefehlshaber der Pazifikflotte bis „Pearl Harbor“
- Kimmerling, Werner Georg (1913–1995), deutscher Flottillenadmiral
- Kimon (507–449 v. Chr.), griechischer Feldherr
- King, Ernest Joseph (1878–1956), US-amerikanischer Admiral im Zweiten Weltkrieg
- Kingston, Robert C. (1928–2007), General der US Army, erster Kommandeur des US Central Command
- Kinsbergen, Jan van (1735–1819), niederländischer Admiral
- Kirchbach, Hans-Peter von (* 1941), deutscher Bundeswehrgeneral; 1999–2000 Generalinspekteur der Bundeswehr
- Kirchbach, Hugo Ewald von (1809–1887), preußischer General der Koalitionskriege
- Kirk, Alan Goodrich (1888–1963), US-amerikanischer Admiral und Diplomat; 1944 Oberbefehlshaber der Western Naval Task Force bei der alliierten Landung in der Normandie; später Botschafter in Moskau und in der VR China
- Kirkcaldy of Grange, William (1520–1573), schottischer Feldherr, war maßgeblich beteiligt an den entscheidenden Siegen des aufständischen schottischen Adels gegen Maria Stuart bei Carberry Hill (1567) und Langside (1568)
- Kitchener, Horatio Herbert, 1. Earl Kitchener of Khartoum, (1850–1916), britischer Feldmarschall und Politiker, Oberbefehlshaber bei der Niederschlagung des Mahdiaufstandes und im Zweiten Burenkrieg, Kriegsminister im Ersten Weltkrieg

## Kl
- Klamroth, Hans Georg (1898–1944), Offizier der Wehrmacht; Widerständler des 20. Juli, hingerichtet
- Klapka, Georg (1820–1892), ungarischer Revolutionsgeneral
- Klatt, Gustav (1823–1898), Vizeadmiral der Kaiserlichen Marine
- Klausing, Friedrich Karl (1920–1944), Widerstandskämpfer des 20. Juli; hingerichtet
- Kléber, Jean-Baptiste (1753–1800), französischer General; Oberbefehlshaber der französischen Armeen in Ägypten; ermordet
- Kleinheisterkamp, Matthias (1893–1945), General der Waffen-SS
- Kleist von Nollendorf, Friedrich Graf (1762–1823), preußischer General während der Befreiungskriege
- Kleist, Ewald von (1881–1954), deutscher Generalfeldmarschall im Zweiten Weltkrieg
- Kleist, Ewald Christian von (1715–1759), preußischer Dichter und Offizier
- Kleist-Schmenzin, Ewald-Heinrich von (1922–2013), früherer Offizier der Wehrmacht und Widerstandskämpfer
- Kleist, Hans von (1854–1927), preußischer Offizier
- Kleist, Henning Alexander von (1676/1677–1749), preußischer Generalfeldmarschall
- Kleist, Henning Alexander von (1707–1784), preußischer Generalleutnant
- Klenau von Janowitz, Johann Graf (1758–1819), österreichischer General
- Klewin, Eckhard (* 1934), deutscher Brigadegeneral
- Klink, Eckart (* 1955), deutscher Brigadegeneral
- Kłoczkowski, Henryk (1902–1962), polnischer Marineoffizier; U-Bootkommandant im Zweiten Weltkrieg
- Kluck, Alexander von (1846–1934), deutscher Infanteriegeneral; Armeeführer im Ersten Weltkrieg; Schlacht an der Marne
- Kluge, Günther von (1882–1944), deutscher Generalfeldmarschall im Zweiten Weltkrieg
- Kluge, Max von (1856–1934), deutscher Generalleutnant

## Kn
- Kneip, Markus (* 1956), Generalmajor der Bundeswehr
- Knesebeck, Carl Friedrich von dem (1768–1848), Generalfeldmarschall, Diplomat, Künstler und Ehrenbürger Berlins
- Kniaziewicz, Karol (1762–1842), polnischer General
- Knicanin, Stephan (1809–1855), serbischer General
- Kniprode, Winrich von († 1382), Hochmeister der deutschen Ritter
- Knobelsdorff, Alexander von (1723–1799), preußischer Generalfeldmarschall
- Knorr, Eduard von (1840–1920), deutscher Admiral
- Sir Knowles, Charles 1. Baronet of Banbury (1704–1777) war ein britischer Admiral.

## Ko
- Köbis, Albin (1892–1917), deutscher Matrose und Revolutionär, standrechtlich erschossen
- Kochba, Simon bar († 135), jüdischer Militärführer, Bar-Kochba-Aufstand
- Kock, Jan (1835–1899), Burengeneral, tödlich verwundet bei Elendslaagte
- Koe, Archibald (1865–1915), britischer Berufsoffizier, Kommandeur des 1. Bataillons der King's Own Scottish Borderers auf Gallipoli; gefallen
- Koester, Hans von (1844–1928), erster deutscher Großadmiral
- Köhler, Erich (1873–1914), deutscher Fregattenkapitän
- Kolkus, Jaroslav (* 1954), tschechischer General
- Koller, Karl (1898–1951),  Generalstabschef der Luftwaffe im Zweiten Weltkrieg
- Kolokotronis, Theodoros (1770–1843), griechischer Kriegsheld der Befreiungskriege
- Kolong, Iwan Petrowitsch (1839–1901), russischer Gelehrter für Navigation; Generalmajor
- Kolozsváry von Kolozsvár, Desiderius (1854–??), österreichischer General der Kavallerie
- Koltschak, Alexander (1874–1920), russischer Admiral und Monarchist
- Komorowski, Tadeusz (1895–1966), polnischer General; Oberbefehlshaber der Heimatarmee; Premierminister der Exilregierung
- Kondo, Nobutake (1886–1953), japanischer Admiral
- Kondylis, Georgios (1879–1936), griechischer General und Politiker
- Königsmarck, Hans Christoph von (1600–1663), deutsch-schwedischer Feldmarschall im Dreißigjährigen Krieg
- Königsmarck, Hans Karl Graf von (1659–1686), deutsch-schwedischer Offizier; Malteserritter; Abenteurer
- Königsmarck, Kurt Christoph Graf von (1634–1673), niederländischer Generalleutnant; schwedischer Vizegouverneur in Stade; schwedischer Reichsfeldzeugmeister und Staatsmann
- Königsmarck, Otto Wilhelm Graf von (1639–1688), General; Heerführer und Staatsmann; Feldherr in venezianischen Diensten
- Königsmarck, Philipp Christoph von (1662/65–1694), Offizier; Liebhaber der Erbprinzessin Sophia Dorothea von Celle; verschollen; wahrscheinlich ermordet
- Konew, Iwan Stepanowitsch (1897–1973), sowjetischer General; Oberbefehlshaber der sowjetischen Landstreitkräfte; Marschall der Sowjetunion; stellv. Verteidigungsminister
- Konon († um 390 v. Chr.), athenischer Flottenführer
- Köpke, Wolfgang (* 1953), deutscher Generalmajor; Deputy Chief of Staff Strategic Partnering im ISAF-Hauptquartier
- Koeppern, Hans Maximilian von (1735–1805), königlich preußischer Generalmajor und Kommandant der Festung Danzig
- Koppelow, Otto von (1863–1942), deutscher Generalleutnant
- Koşaner, Işık (* 1945), türkischer General
- Korfes, Georg Ludwig (1769–1810), braunschweigischer Major und Artillerieoffizier
- Korff, Fritz von (* 1943), deutscher Brigadegeneral; zuletzt Kommandeur der Offizierschule des Heeres
- Korff, Rainer (* 1955), deutscher Generalleutnant; Kommandierender General des Multinationalen Korps Nord-Ost in Stettin in Polen
- Korff gen. Schmising, Klemens von (1834–1921), preußischer Rittmeister und Landrat, Mitglied des preußischen Herrenhauses und des Provinziallandtages
- Körner, Theodor (1873–1957), österreichischer General und Politiker; Bundespräsident
- Kornilow, Lawr Georgijewitsch (1870–1918), russischer General; gefallen
- Korte, Wolfgang (* 1949), deutscher Generalleutnant; Direktor des Joint Warfare Centre der NATO
- Hasso Körtge (* 1952), deutscher Brigadegeneral der Luftwaffe der Bundeswehr
- Koschedub, Iwan Nikitowitsch (1920–1991), sowjetischer Pilot; Marschall der Flieger
- Kościuszko, Tadeusz (1746–1817), polnischer und amerikanischer General
- Karl-Eduard von Kospoth (* 1934), deutscher Brigadegeneral der Luftwaffe der Bundeswehr
- Ludwig Kossuth (1802–1894), ungarischer Revolutionsführer und General
- Kotzebue, Moritz von (1789–1861), Sohn des 1819 ermordeten Schriftstellers August von Kotzebue; russischer Offizier und Weltreisender
- Kotzebue, Otto von (1787–1846), russischer Marineoffizier und Entdecker
- Kowalski, Josef (* 1946), Brigadegeneral der Bundeswehr und Vizepräsident des Amtes für den Militärischen Abschirmdienst

## Kr
- Krafft, Karl August Adolf von (1764–1840), königlich preußischer General der Infanterie
- Krafft von Dellmensingen, Konrad (1862–1953), General der Artillerie; Kommandeur des Deutschen Alpenkorps'
- Kraiss, Dietrich (1889–1944), Generalleutnant der Wehrmacht; Divisionskommandeur im Zweiten Weltkrieg
- Kraprayoon, Suchinda (1933–2025), thailändischer General und Politiker, Oberkommandierender der Armee, Premierminister
- Krasnow, Pjotr (1869–1947), russischer General und Konterrevolutionär
- Krateros (4. Jahrh. v. Chr.), Heerführer unter Alexander dem Großen
- Herbert Krause, (1913–1992), deutscher Brigadegeneral und Nachrichtendienstmitarbeiter
- Krauseneck, Johann Wilhelm von (1774–1850), General der Infanterie, Chef des Preußischen Generalstabes von 1829 bis 1850
- Kray von Krajowa, Paul Freiherr (1735–1804), österreichischer Feldzeugmeister im Türkenkrieg und gegen Frankreich
- Krause, Andreas (* 1956), Flottillenadmiral der Deutschen Marine, erster Befehlshaber der Einsatzflottille 1 im UNIFIL-Einsatz an der libanesischen Küste
- Krebs, Hans (1898–1945), deutscher General; letzter Generalstabschef der Wehrmacht im Zweiten Weltkrieg, Suizid
- Kreß von Kressenstein, Otto Freiherr (1850–1929), bayerischer Kriegsminister und Generaloberst
- Kretschmer, Otto (1912–1998), U-Boot-Kommandant im Zweiten Weltkrieg, Bundeswehr- und NATO-Admiral
- Kreuzinger-Janik, Aarne (* 1950), deutscher General der Luftwaffe, Inspekteur der Luftwaffe
- Krieg von Hochfelden, Georg Heinrich (1798–1860), badischer Generalmajor
- Kriemann, Hans-Peter (* 1977), deutscher Oberstleutnant und Historiker
- Krismanic, Gideon von (1817–1876), österreichischer Generalmajor
- Kron, Winfried (* 1941), deutscher Generalarzt
- Kropf, Gerd (* 1956), deutscher Offizier der Bundeswehr
- Krosigk, Bernhard von (1582–1620), Obristleutnant, gefallen in der Schlacht am Weißen Berg
- Krosigk, Christoph von (1576–1638), anhaltischer Hofmarschall; Amtshauptmann; Kapitän im anhaltischen Defensionswerk
- Krüger, Peter (1935–2013), deutscher Brigadegeneral der Luftwaffe
- Krüger, Walter (1890–1945), General der Waffen-SS, Kommandierender General im Zweiten Weltkrieg
- Krupinski, Walter (1920–2000), deutscher Luftwaffenoffizier im Zweiten Weltkrieg; Bundeswehrgeneral

## Ku
- Küchler, Georg von (1881–1968), deutscher Generalfeldmarschall; OB der Heeresgruppe Nord
- Kuhn, Peter (* 1942), deutscher Brigadegeneral
- Kühne, Heinrich (1838–1926), Vizeadmiral
- Kühnle, Heinz (1915–2001), Vizeadmiral und Inspekteur der Marine
- Kujat, Harald (* 1942), ehemaliger Generalinspekteur der Bundeswehr; Vorsitzender des NATO-Militärausschusses
- Kulnew, Jakow Petrowitsch (1763–1812), russischer General im Russisch-Schwedischen Krieg
- Kummer, Rudolf Ferdinand (1816–1900), preußischer General
- Kund, Richard (1852–1904), preußischer Offizier und Afrikaforscher
- Kurita, Takeo (1889–1977), Vizeadmiral der kaiserlich-japanischen Marine im Pazifikkrieg
- Kutachow, Pawel Stepanowitsch (1914–1984), sowjetischer Pilot; Hauptmarschall der Flieger
- Kutepow, Alexander Pawlowitsch (1882–1930), russischer General; einer der Führer der weißen Partei im Russischen Bürgerkrieg
- Kutusow, Michail Illarionowitsch (1745–1813), russischer Generalfeldmarschall; Oberkommandierender der Russischen Truppen gegen Napoleon

## Ky
- Kyau, Friedrich Wilhelm von (1654–1733), brandenburgischer und sächsischer Offizier, Kommandant der Festung Königstein